# ロリカトサウルス
ロリカトサウルス（学名 Loricatosaurus ｢武装したトカゲ｣の意）は、イギリスとフランスの中期ジュラ紀カロビアンの地層から発見された剣竜類に属する恐竜の属の一つ。

## 特徴
ロリカトサウルスは以前はレクソヴィサウルスに含まれていたがスザンナ・メイドメントらによる標本の再分析の結果、レクソヴィサウルスの標本は比較参照に適していないため、模式種以外の種に対して新属が与えられることになった。プリスクス種 priscus は、参照可能な標本に与えられた中で最も古い種小名で、1911年にステゴサウルスとして記載されていたものである。2つの部分骨格で知られる。以前レクソヴィサウルスとして報告された事実とは異なり、標本に肩のスパイクは知られていないが、スパイクは恐らくサゴマイザーとして有していたものと思われる。